# Parafia Świętej Trójcy w Miłoradzicach
Parafia pw. Świętej Trójcy w Miłoradzicach znajduje się w dekanacie Lubin Wschód w diecezji legnickiej. Od 1 sierpnia 2020 jej proboszczem jest ks. Jan Niczypor, wcześniej tę rolę pełnił ks. Krzysztof Antosik. Obsługiwana przez księży salezjanów. Erygowana w 1958. Mieści się pod numerem 42.